# مسجد التقوى
مسجد التقوى (بالإنجليزية: Attaqwa Mosque)‏ و (بالتايلاندية:มัสยิดอัต-ตักวา) و (بالصينية:訕巴契清真寺) يقع مسجد التقوى في محافظة تشيانغ مي في تايلاند وهو واحد من سبعة مساجد صينية في تشيانغ مي والذي يقع علي جانب نهر بانج كان بناء المسجد في عام 1967 وانتهي بناء المسجد في 1969 من قبل مجموعة صينية و غير صينية من المسلمين والمسجد يتضمن أول مدرسة إسلامية في تشيانغ مي .